# Tyler Smith (músico)
Tyler Smith, más conocido como Telle Smith (Dayton, Ohio, 9 de agosto de 1986), es un músico estadounidense. Actualmente es vocalista de The Word Alive, pero ha tocado en bandas como Beyond Breath, In Fear and Faith y Greeley Estates. Tyler participó el 23 de noviembre de 2010, como vocalista principal de Underoath.

## Carrera musical

### Beyond Breath & In Fear and Faith (2005-2008)
Tyler desde el 2005 se encuentra en Beyond Breath, con Josué Paul, guitarrista de Confide. El sitio oficial de la banda es myspace.com/beyondxbreath. La banda está constituida solo por Joshué Paul y Tyler Smith.
Telle se unió a In Fear and Faith como uno de sus dos vocalistas en mayo de 2007 para reemplazar al vocalista fundador Jarred DeArmas. Smith realizó el primer lanzamiento de la banda Voyage y fue miembro de la banda hasta enero de 2008 (un mes después del lanzamiento del EP), cuando se unió a la banda de Phoenix, Arizona Greeley Estates como bajista.

### Greeley Estates y The Word Alive (2008 - presente)
Smith era un miembro de Greeley Estates desde enero de 2008 hasta noviembre de 2008. Él dejó la banda el 14 de noviembre de 2008, el día antes de que la banda estaba a punto de salir de gira con Alesana, la banda dijo que "no se preocupe" y que la posición estaría lleno. Durante este breve tiempo en la banda, Smith apareció en algunos temas del álbum "Go West Young Man, Let the Evil Go East".
Smith reemplazo a Mabbitt en The Word Alive, debido a la falta de Mabbitt de gira con la banda. Smith graba un EP de debut de la banda, Empire. Un año antes de su lanzamiento, Smith confirmó la redacción del primer álbum de larga duración de The Word Alive. El 20 de enero de 2010, declaró que se titularía "Deceiver".
En 2010, The Word Alive se incluyeron en la gira de Underoath en noviembre. En la gira de Texas, Smith fue sustituido por el vocalista de Underoath Spencer Chamberlain, Smith que había contraído una intoxicación durante la semana final de la gira. El 24 de enero de 2011, mientras The Word Alive fueron de gira con Texas in July y For Today, Smith fue hospitalizado debido a un virus desconocido y bacteriana bronquitis, laringitis y faringitis junto con una fiebre de 103.6 °F.
El 31 de marzo, The Word Alive lanzó una nueva canción con el nombre de "Wishmaster". Ese mismo día, confirmaron el nuevo álbum  Life Cycles sería lanzado el 3 de julio. El álbum cuenta actualmente con dos singles llamada "Entirety" y los "Life Cycles". .

## Vida personal

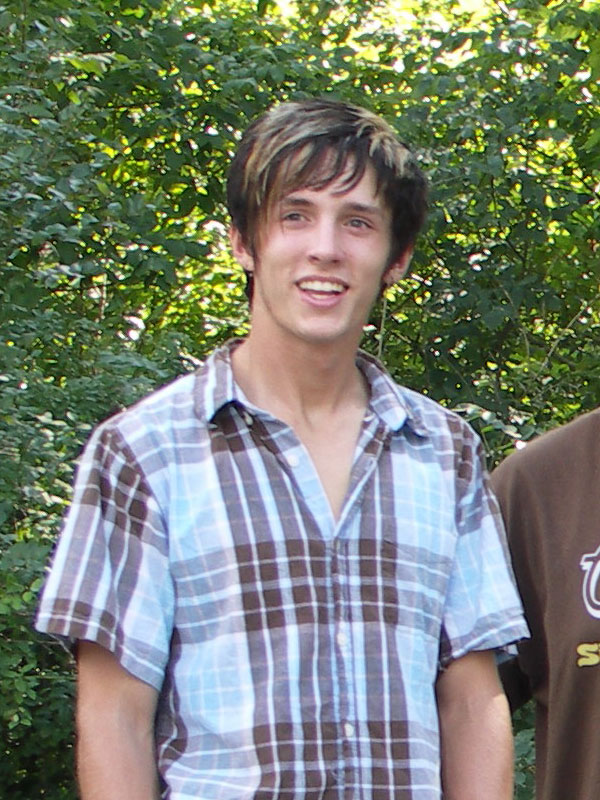
Smith in 2006 (at age 19)

Tyler Smith nació en Dayton, Ohio y es el mayor de cuatro hermanos; Travis, Tanner and Dustin. Asistió a Spring Valley Academy en Centerville, Ohio desde 1992 hasta 2005. Empezó a aprender ha tocar la guitarra a los 17 años sin embargo, no fue hasta que cumplió los 20 que a él le gusto cantar también. El músico, Smith ha citado a Brand New y Sigur Rós como algunas de sus influencias. También afirmó que algunas de sus bandas favoritas son Thirty Seconds to Mars, As Cities Burn, Thursday, August Burns Red, As I Lay Dying, Circa Survive y City and Colour. Smith es un adherente de la fe cristiana.
Smith fue movido de Dayton a San Diego 05 2007, donde fue parte de In Fear and Faith. En enero de 2009 se trasladó de Oceanside, California a Phoenix, Arizona donde Smith se unió como bajista de Greeley Estates. En la primavera de 2011, Smith comenzó una línea de ropa con el nombre de Resist & Rebel, que actualmente colabora con Andrew Paiano (Woe, Is Me). A partir de marzo de 2011, que había regresado a California, que ahora vive en Las Vegas con su novia Pamela Moses debido a su trabajo. Smith y Moses también tienen un French bulldog nombrado Colby Jack, que lleva el nombre de  el tipo de queso del mismo nombre debido a su disfrute mutuo de queso. Sin embargo, ambos regresaron al sur de California a finales de 2012.

## Discografía

### Álbumes
- Con In Fear and Faith
  - Voyage (EP, 2007)

- Con The Word Alive
  - Empire (EP, 2009)
  - Deceiver (LP, 2010)
  - Life Cycles (LP, 2012)
  - Real (LP, 2014)
  - Dark Matter  (LP, 2016)
  - Violent Noise  (LP, 2018)
  - Monomania  (LP, 2020)
  - Hard Reset  (LP, 2023)

### Videografía
Con In Fear and Faith
- Live Love Die (2008)

Con The Word Alive
- The Only Rule Is That There Are No Rules (2010)

### Colaboraciones
- "It's Never Been So Quiet" de Tonight Is Glory (2009)
- "Intentions" de We Came as Romans (2009)
- "Not Another Song About You" de We Are Defiance (2011)
- "The Taste of Regret" de In Fear and Faith (2011)
- "Coming Home" de Danger Silent (2011)
- "Disclosure" de Palisades (2012)
- "Whiskey for the Soul" de Adestria (2012)
- "All Worth It" de Goodmorning Gorgeous (2012)
- "Streetlights For Streetfights" con Etienne Sin (2012)
- "Conceiver" de Before You Fall (2013)
- "Rebearth" de Capture the Crown (2013)
- "Useless" de Myka, Relocate (2013)
- "I've Earned My Time" de Upon A Burning Body (2014)